# Feketecsőrű tukán

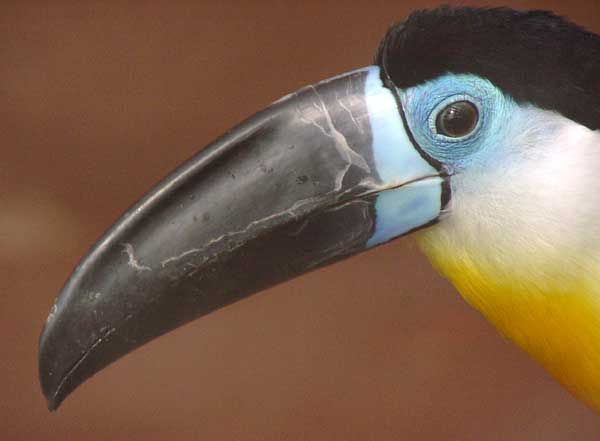
Nagy, de könnyű csőre van

A feketecsőrű tukán vagy narancsmellű tukán (Ramphastos vitellinus) a madarak (Aves) osztályának harkályalakúak (Piciformes) rendjébe, ezen belül a tukánfélék (Ramphastidae) családjába tartozó faj.

## Rendszerezése
A fajt Martin Hinrich Carl Lichtenstein német orvos és  ornitológus írta le 1823-ban.

## Alfajai
- Ramphastos vitellinus ariel Vigors, 1826
- Ramphastos vitellinus culminatus (Gould, 1833)
- Ramphastos vitellinus vitellinus Lichtenstein, 1823

## Előfordulása
Dél-Amerika északi részén, Brazília, Francia Guyana, Guyana, Kolumbia, Suriname, Trinidad és Tobago, valamint Venezuela területén honos. Természetes élőhelyei a szubtrópusi vagy trópusi síkvidéki és hegyi esőerdők, mocsári erdők és szavannák, folyók és patakok környékén. Állandó, nem vonuló faj. Magyarországon ritka állatkerti madár.

## Megjelenése
Testhossza 56 centiméter, testtömege 315-430 gramm.

## Életmódja
Főleg gyümölcsöket, nektárt és virágokat eszik, de nem veti meg az ízeltlábúakat, a kisebb gerinceseket és más madarak tojásait sem. Gyakran követi a vonuló vándorhangyákat, hogy összegyűjtse a felriasztott állatokat.
Területét agresszíven védi, a párok ott annyira nem tűrik meg fajtársaikat, hogy fogságban a költő pár megöli azokat.

## Szaporodása
Természetes faodvakban fészkel. Egy fészekaljba 2–4 tojást rak; ezek 16–18 nap alatt kelnek ki. A költésben mindkét szülő részt vesz. A fiókákat is együtt nevelik, és eleinte főleg állatokkal táplálják.

## Természetvédelmi helyzete
Az elterjedési területe rendkívül nagy, egyedszáma viszont csökkenő. A Természetvédelmi Világszövetség Vörös listáján nem fenyegetett fajként szerepel.
Bár jelenleg nem fenyegeti a kipusztulás veszélye, egyes területeken állománya – főként a madárkereskedelem céljából történő befogások miatt - jelentősen megcsappant. Európai állatkertben ezért is vezetik a törzskönyvét.